# Лозовогрушевий заказник
Лозовогру́шевський заказник — ботанічний заказник місцевого значення в Україні. Розташований між селами Лозово-Грушеве та Олександрівка Лебединського району Сумської області.
Заснований у 2008 році. Загальна площа 44 га, з них 42,2 га входить до складу природного заповідника Михайлівська цілина.
Заказник являє собою балку зі збереженою степовою рослинністю.